# Tchernomor (cheval)
Cheval de la mer Noire
Pour l’article homonyme, voir Tchernomor.
Vous lisez un « bon article » labellisé en 2017.
Le Tchernomor (russe : черномор) est une race de chevaux de selle originaire du kraï de Krasnodar et de l'oblast de Rostov, près de la mer Noire en Russie. À l'origine, le Tchernomor provient de croisements entre les montures des cosaques zaporogues et celles des nomades kazakhs, à la fin du XVIIIe siècle. La race est ensuite influencée par des croisements avec divers chevaux de selle, tels que le cheval du Don et le Karabakh. Affaibli après la Première Guerre mondiale, l'élevage du Tchernomor se confond alors avec celui de la race Boudienny.
Le Tchernomor est un cheval de selle calme et endurant, de taille moyenne, existant en trois types plus ou moins influencés par des croisements. La race est désormais considérée comme étant très rare, sinon éteinte dans sa forme originelle du fait de trop nombreux croisements.

## Dénomination
Plusieurs noms sont référencés pour désigner la race. Ce cheval est nommé Tchernomorskaïa en russe (littéralement : « de la Mer noire »), transcrit par « Chernomor » en anglais ou « Tchernomor » en français. Il est parfois nommé « cheval de la mer Noire » (en anglais, Black Sea Horse, terminologie choisie par l'édition 2016 du dictionnaire de CAB International (en anglais) au détriment de l’appellation « Tchernomor »).

## Histoire

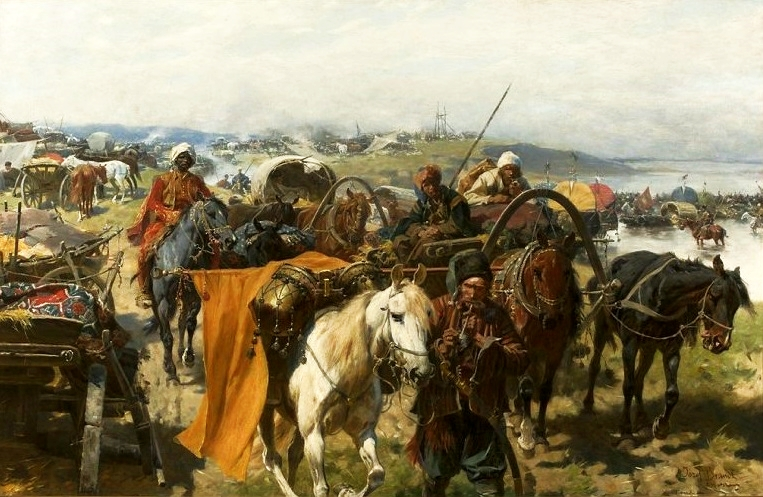
Cosaques zaporogues du XVI ou du XVII, peints par Józef Brandt (1841–1915)

Le Tchernomor trouve son origine à la fin du XVIIIe siècle, avec le déplacement des nomades kazakhs vers Kouban en 1792. Ils y découvrent un cheval de selle local, le Nogai, ou vieux cheval de Kouban, désormais éteint, ainsi que des chevaux de selle de montagne, qu'ils croisent avec leur propre cheptel, constitué de chevaux de selle influencés par l'Arabe et des chevaux turcs et persans. Le Tchernomor provient ainsi partiellement des montures des cosaques zaporogues. Aux XIXe et XXe siècles, la race est influencée par le Pur-sang, le cheval du Don et le Karabakh. Le Tchernomor devient un cheval de selle de plus grande taille, plus réputé que ses ancêtres.
Le développement de l'agriculture et de l'élevage ovin durant la seconde moitié du XIXe siècle entraîne l'arrivée de chevaux de trait dans la région. À la même époque, de nombreux haras s'installent pour fournir l'armée russe en chevaux de selle. Ils utilisent des étalons de race du Don, des Pur-sang et des Orlov-Rostopchin, plus rarement le Trotteur d'Orlov, qu'ils croisent aux juments Tchernomor et Karabakh. Le Chernomor, plus petit de taille et plus rustique, perdure dans des tabounes. Une exportation massive de chevaux vers la Roumanie, avant la Première Guerre mondiale, affaiblit l'élevage. Il ne reste qu'une poignée de chevaux répartis dans des haras privés. De 1921 à 1923, les Tchernomor survivants sont rassemblés dans un haras (nommé « Primor-Achtar » selon Hendricks de l'université de l'Oklahoma, « Kuban-Chernomorski » puis « Voskhod » selon une étude menée pour la FAO), mais la fermeture de ce haras entraîne la dispersion du cheptel restant entre divers élevages destinés à l'armée.
La race disparaît dans des croisements avec le Boudienny, le cheval du Don et le Selle ukrainien. Elle est considérée comme l'un des ancêtres du Boudienny, issu de croisements pratiqués entre des juments du Don et Tchernomor et des étalons Pur-sang à partir des années 1920,. Le cheptel d'origine de la race Boudienny se compose en effet de 657 juments, dont 261 sont des croisements entre Anglo-Don et Tchernomor, et 37 des Anglo-Tchernomor.

## Description
Ce cheval de selle est réputé pour sa belle apparence. Selon le Guide Delachaux, il toise de 1,52 m à 1,54 m, tandis que l'édition 2016 de l'encyclopédie de CAB International cite une taille de 1,52 m à 1,57 m. Il rappelle, par son apparence, le cheval du Don en plus petit, plus léger, et plus vif. La race se divise en trois types : un trait léger, un cheval de selle léger montrant l'influence de l'Arabe, du cheval du Don et du Pur-sang, et le type local des montagnes. La tête est de taille moyenne, et présente un profil rectiligne ou légèrement convexe. L'encolure est droite et de longueur moyenne, le garrot peu défini. Le dos et la croupe forment presque une ligne droite, le corps présente une bonne musculature.
Les robes les plus communes sont le bai foncé et le noir, plus rarement l'alezan à reflets dorés,. Cette dernière robe à reflet doré est typique de certaines races de chevaux russes et d'Asie centrale, telles que le cheval du Don, le Boudienny et le Tchernomor.
Le Tchernomor est réputé calme, et doué d'une bonne endurance,.

## Utilisations
Il est surtout utilisé pour le travail comme cheval de selle, étant réputé capable de parcourir 60 miles en une journée en portant un cavalier. La race a aussi été utilisée pour les travaux agricoles et le transport attelé.

## Diffusion de l'élevage

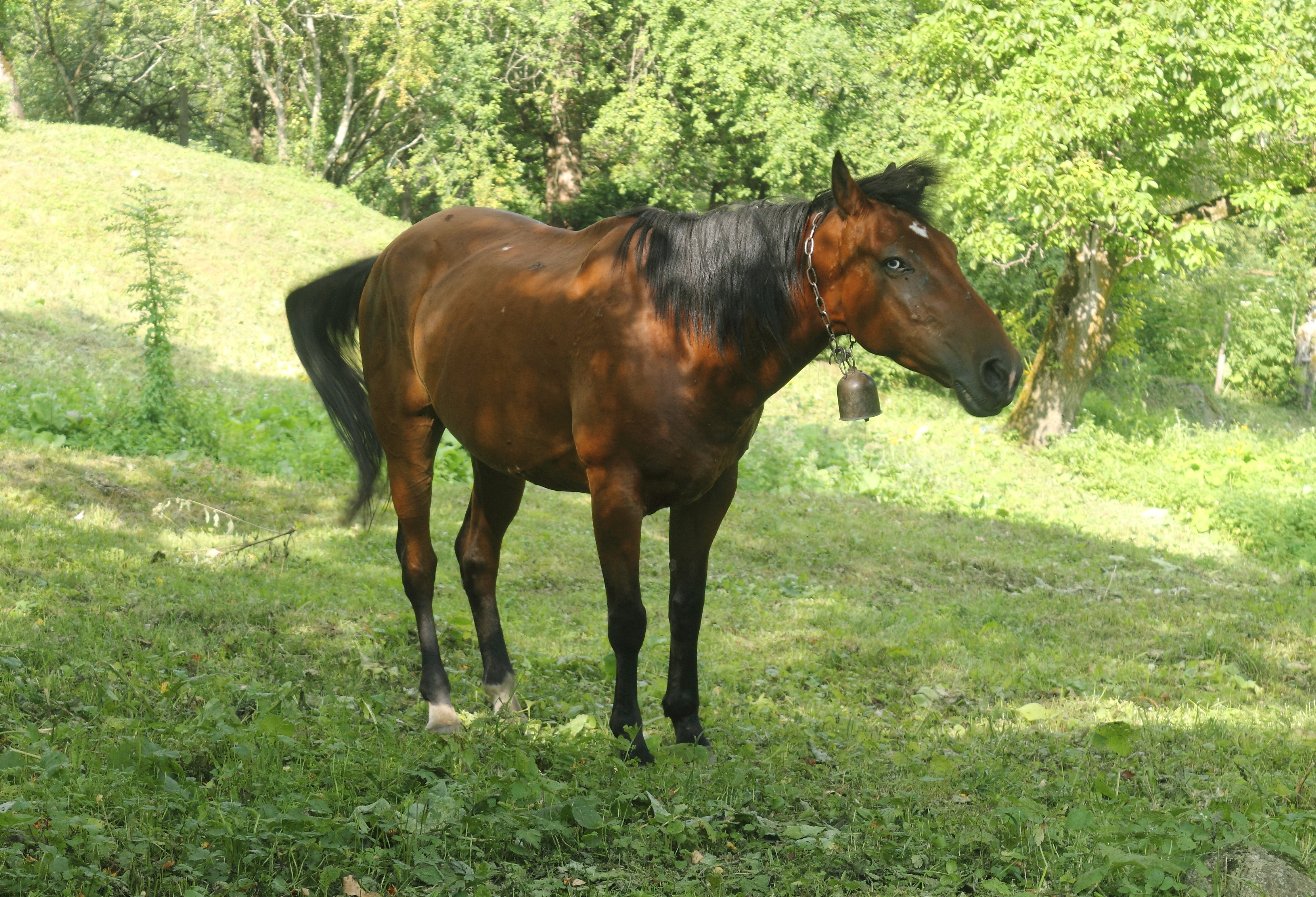
Cheval bai dans la réserve naturelle de biosphère du Caucase, kraï de Krasnodar.

Le berceau originel de cette race se situe dans le nord du Caucase, autour de Krasnodar. Le Tchernomor est signalé comme éteint par l'Organisation des Nations unies pour l'alimentation et l'agriculture (FAO), notamment dans le rapport d'octobre 2000, ainsi que dans l'étude de l'université d'Uppsala publiée en 2010, qui le compte parmi les races locales européennes désormais éteintes.
Cependant, Bonnie Lou Hendricks (Université d'Oklahoma, 1995 et 2007) signale que la race survit en petit nombre dans le kraï de Krasnodar et l'oblast de Rostov. L'édition 2002 de l'encyclopédie de CAB International indiquait que la race est « presque éteinte », celle de 2016 la signale comme « rare », précisant que le cheval de la mer Noire a été largement absorbé par des croisements. 